# Hospital Cardiológico Infantil Latinoamericano
El Hospital Cardiológico Infantil Latinoamericano (cuyo nombre completo es Hospital Cardiológico Infantil Latinoamericano doctor Gilberto Rodríguez Ochoa) es un hospital público especializado en cardiopatías de niños, y adolescentes, que se localiza en el Sector Juan Pablo II de la Urbanización Montalbán, de la Parroquia La Vega parte del Municipio Libertador al oeste del Distrito Metropolitano de Caracas, al centro norte del país sudamericano de Venezuela.
Fue inaugurado en agosto de 2006 por el entonces presidente Hugo Chávez. Actualmente se administra a través de una fundación que depende del Ministerio de Salud de Venezuela. Tiene disponibilidad para atender 4 mil 500 intervenciones quirúrgicas anuales y 80 mil consultas externas. Ofrece la posibilidad a estudiantes venezolanos y de países latinoamericanos de realizar postgrados relacionados con su campo. 
Recibe el nombre del Doctor Gilberto Rodríguez Ochoa, en conmemoración de un médico cirujano, profesor, escritor venezolano egresado de la Universidad Central de Venezuela que luchó por la gratuidad de la salud, y fue autor de varios libros, y quién falleció en un accidente en el año 2002.
En 2024, el Hospital Cardiológico Infantil Dr. Gilberto Rodríguez Ochoa ganó el segundo lugar al mejor trabajo de investigación titulado "Cirugía de válvula mitral en pediatría" en el Congreso Venezolano de Cardiología. 